# Novyj Buh
Novyj Buh (in ucraino Новий Буг?; in russo Новый Буг?, Novyj Bug) è una città  dell'Ucraina (14 782 abitanti) situata nel distretto di Baštanka, nell'oblast' di Mykolaïv. Ospita l'amministrazione della comunità territoriale di Novyj Buh, una delle comunità territoriali dell'Ucraina.
Fino al 18 luglio 2020 Novyj Buh era il centro amministrativo del distretto di Novyj Buh, abolito come parte della riforma amministrativa dell'Ucraina, che ha ridotto a quattro il numero dei distretti dell'oblast' di Mykolaïv.  L'area del distretto di Novyj Buh è stata fusa nel distretto di Baštanka.